# Odrůvky
Odrůvky je vesnice, součást obce Studnice (okres Vyškov). Původně samostatná obec leží 2 km severně od Studnic v nadmořské výšce 563 m n. m.

## Historie
Odrůvky vznikly v roce 1770 jako dominikální ves na vyklůčené lesní půdě. První domky dala postavit vrchnost pro dělníky na svém panství. Jméno dostala od pastviska zvaného „Odry“.

## Obyvatelstvo

### Struktura
Vývoj počtu obyvatel za celou obec i za jeho jednotlivé části uvádí tabulka níže, ve které se zobrazuje i příslušnost jednotlivých částí k obci či následné odtržení.
| Rok  | Počet obyvatel | Počet domů |
| ---- | -------------- | ---------- |
| 1791 | 133            | 20         |
| 1834 | 141            | 24         |
| 1869 | 180            | 26         |
| 1880 | 208            | 28         |
| 1890 | 211            | 31         |
| 1900 | 214            | 37         |
| 1910 | 238            | 40         |
| 1921 | 229            | 40         |
| 1930 | 198            | 45         |
| 1950 | 126            | 47         |
| 1961 | 117            | -          |
| 1970 | 103            | 34         |
| 1980 | 85             | 30         |
| 1991 | 71             | 43         |
| 2001 | 58             | 44         |
| 2011 | 49             | 45         |
| 2021 | 61             | -          |